# Skopje 2014

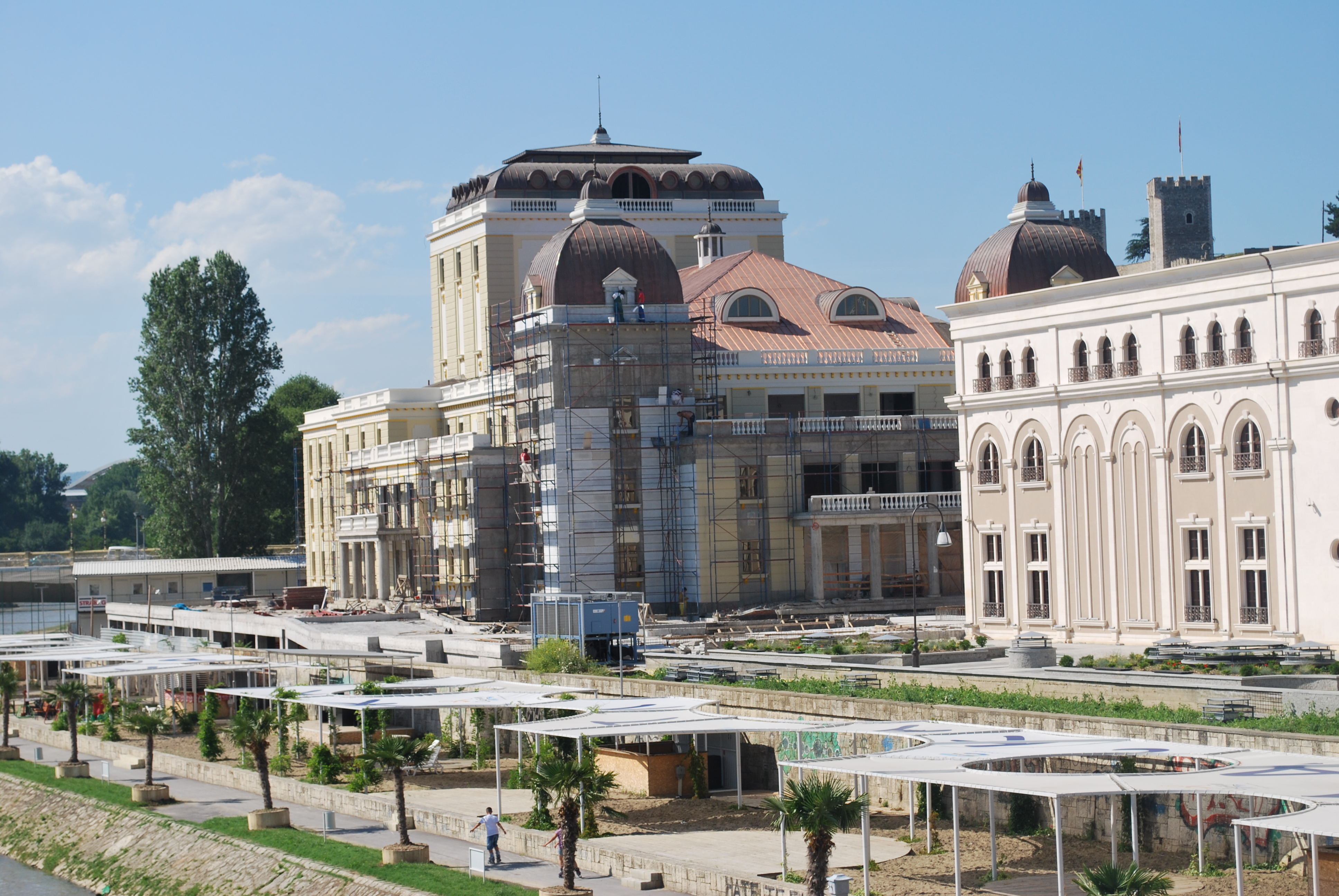
V rámci projektu Skopje 2014 je budováno i nové Národní divadlo, replika původní stavby, zničené během zemětřesení v roce 1963.

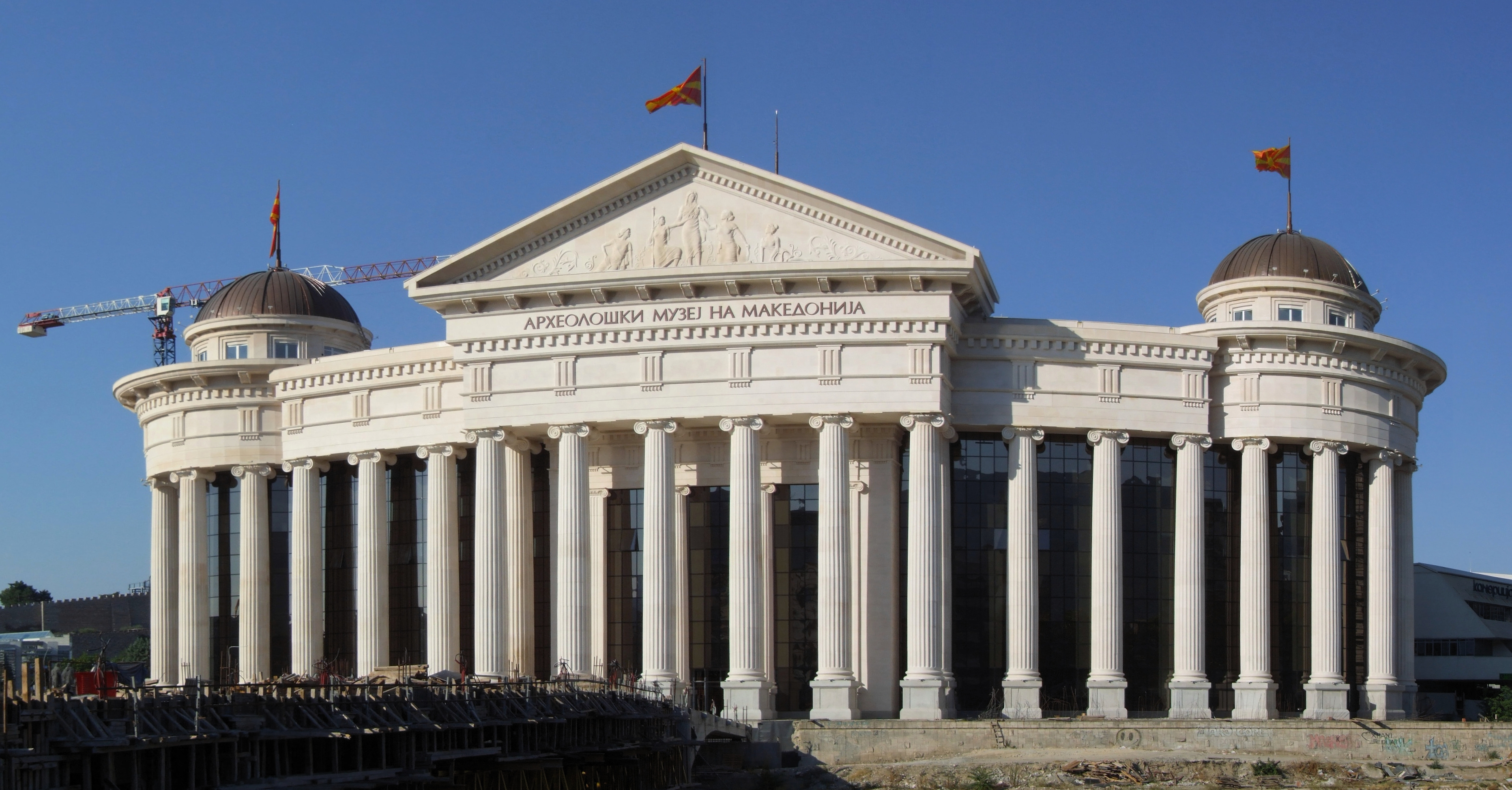
Jednou z nejnápadnějších staveb vybudovaných v rámci projektu Skopje 2014 je i Archeologické muzeum.

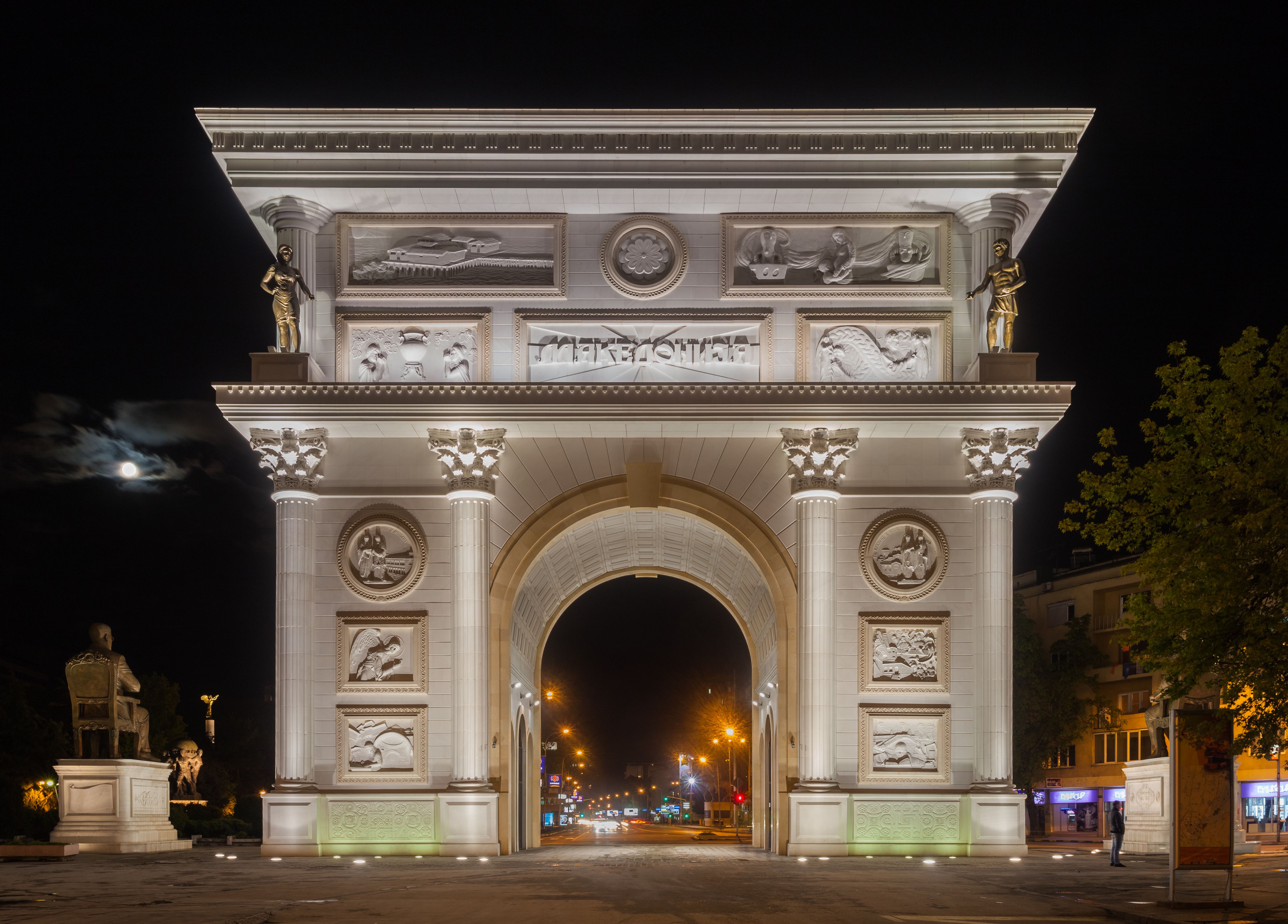
Dokončená Porta Makedonija.

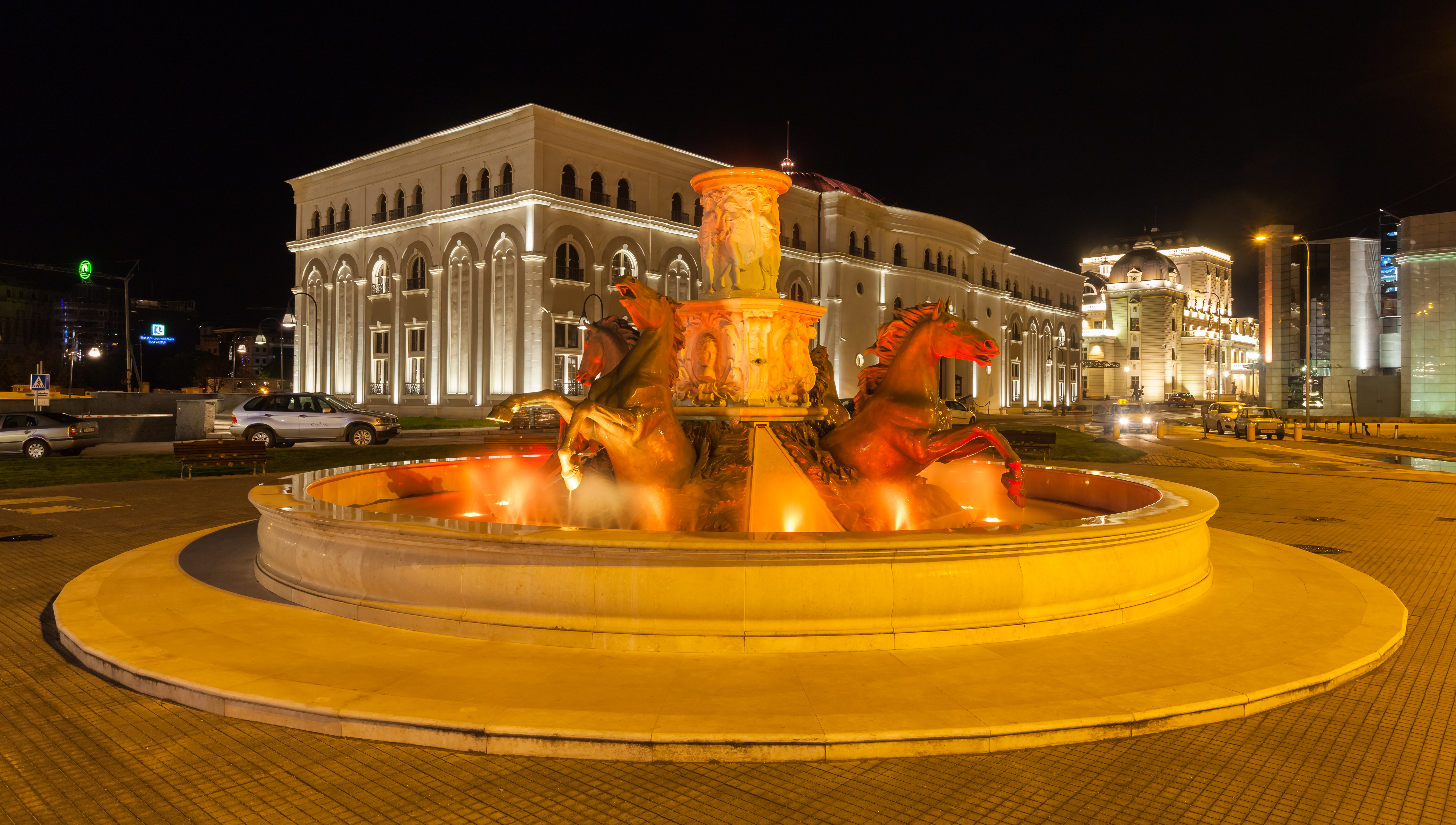
Kašna s koňmi.

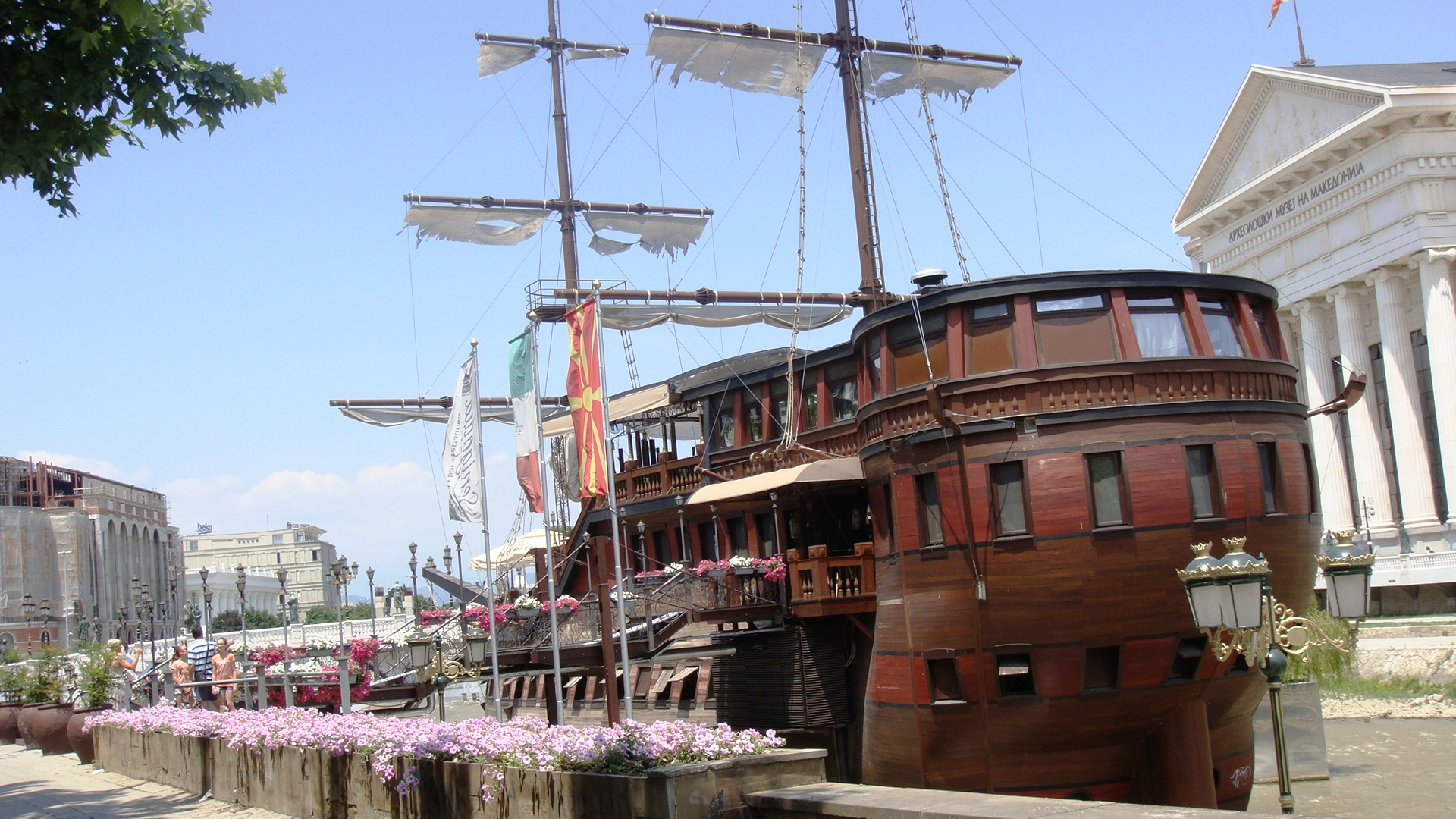
Jedna z lodí na řece Vardaru v centru města.

Skopje 2014 (makedonsky Скопје 2014) byl projekt vlády Severní Makedonie, jehož cílem byla modernizace centra města Skopje. Centrální část makedonské metropole, která byla v druhé polovině 60. a první polovině 70. let 20. století rekonstruována po ničivém zemětřesení v brutalistickém stylu má získat klasičtější ráz. Jednalo se o největší stavební projekt v zemi po vyhlášení nezávislosti samostatné Makedonie v roce 1991. V centru metropole Skopje bylo přestavěno okolo 1 km2 plochy v samotném centru města.

## Průběh
Projekt byl iniciován v roce 2010 a měl trvat 4 roky. Byl ohlášen pouze prostřednictvím videa, které představilo vizualizaci centra města po přestavbě; nebyla vydána rozsáhlejší tisková vyjádření ani konference. Příprava projektu nebyla konzultována s makedonskými odborníky, urbanisty ani s Makedonským sdružením architektů.
Projekt financovala makedonská vláda. Tvoří jej několik nových vládních budov, muzeí, památníků a soch věnovaných významným osobnostem makedonských dějin. Celkem bylo v jeho rámci vybudováno okolo 20 budov a přes 40 památníků, či soch. Mnohé z nich jsou nové, některé odkazují na původní historické stavby, které byly zničeny během zemětřesení v roce 1963 (např. Národní divadlo, či Dům důstojníků).
Celkově bylo reorganizováno rovněž i Náměstí Makedonie, které doplnily četné sochy osob makedonských dějin – v čele se sochou Bojovníka na koni (neoficiálně Alexandra Velikého). V blízkosti kamenného mostu přibyla řada soch makedonských osobností 20. století. Výstavba nových objektů znamenala také zmenšení plochy veřejné zeleně, (z 75 649 m2 na 34 994 m2) zastavěny však byly plochy, které byly po zemětřesení v roce 1963 nechány prázdné a neměly z hlediska urbanistického členění města Skopje význam jako parky.
Historizující budovy doplňují makety lodí na řece Vardar a nové mosty, např. Most umění apod. V blízkosti náměstí byl také vybudován vítězný oblouk Porta Makedonija, obložený bílým mramorem.[zdroj?]
Předmětem sporu se rovněž stala přestavba městského obchodního centra GTC, které bylo vybudováno v 70. letech 20. století a proti čemuž protestovali občané města. Vznikla snaha prohlásit objekt za kulturní památku, ale nakonec neúspěšná. Architekt původního obchodního domu, který byl dokončen v roce 1973, rovněž nesouhlasil s celkovou transformací objektu. Přestavbou obchodního domu se potom zabývala opět makedonská vláda. V roce 2015 se uskutečnilo referendum ohledně přestavby komplexu, nicméně účast voličů nepřesáhla povinných 50 % pro platnost hlasování. V roce 2016 bylo nakonec rozhodnuto o finální přestavbě kdysi unikátního obchodního domu v celé bývalé Jugoslávii.
V roce 2018 bylo novou vládou rozhodnuto o pozastavení projektu Skopje 2014. Začaly také snahy o odstranění některých částí tohoto kontroverzního projektu. Jako první byl odstraněn monument Andona Kyoseta před Nejvyšším Soudem .

## Zpoždění
Původní náklady na přebudování centra města měly činit 80 milionů eur, nicméně ve výsledku dosáhly sumy 560 milionů eur. Makedonské úřady připustily celkovou cenu ve výši 280 milionů €. Řadu objektů se nepodařilo dokončit do roku 2014 a jejich realizace byla buď odložena, nebo dokončena později. Jednalo se např. o budovu trestního soudu, sídlo státní energetické společnosti ELEM apod. Některé objekty byly renovovány pouze tím způsobem, že původní brutalistická stavba byla pouze obložena historizující fasádou.
Předmětem diskuze bylo rovněž využití budov; u některých z nich nebyl jasně vymezen účel využití, jiné se ukázaly být samoúčelné a náklady na jejich výstavbu až přehnaně vysoké. Výběrová řízení na stavbu většiny objektů, které vypsala makedonská vláda, vyhrála většinou jedna společnost, a to firma Бетон, která na zakázkách vydělala 163 mil. EUR.

## Reakce
Styl budov byl kritizován poměrně často jak doma, tak i v zahraničí jako přehnaně kýčovitý s odkazy na podobné urbanistické projekty v metropolích zemí Střední Asie (např. vybudování nového kazašského hlavního města Astany. Za kontroverzní se považují i náklady tohoto projektu, které se pohybují ve výši 80 až 500 milionů eur.